# 율포항 (보성군)
율포항은 대한민국 전라남도 보성군 회천면 율포리에 있는 어항이다. 1972년 3월 7일 지방어항으로 지정하여 관리하고 있다. 어항이란 주로 어선들이 출입하는 항구로 상업항보다 작은 대부분의 자잘한 항구들이 이에 속한다. 시설관리자는 보성군수이다.

## 어항 연혁
1991년 3월 28일 율포 관광지로 지정되어 운영되고 있으며, 태풍 등 기상악화시 인근어선 100여척의 대피항으로 이용되고 있다. 2010년 항구적 어항으로 개발이 시작되었으며 2011년 완공되었다.

## 어항 시설
- 방파제 418m, 선착장 303m, 물양장 270m

## 주요 어종
- 낙지, 전어, 주꾸미